# Mysidopsis hellvillensis
Mysidopsis hellvillensis är en kräftdjursart som beskrevs av Nouvel 1964. Mysidopsis hellvillensis ingår i släktet Mysidopsis och familjen Mysidae. Inga underarter finns listade i Catalogue of Life.